# Équipe cycliste Maino

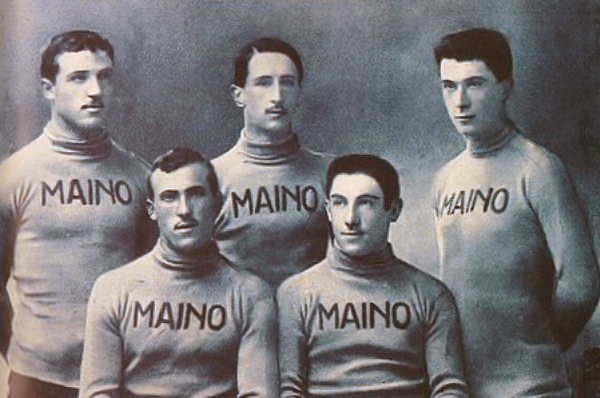
L'équipe Maino lors du Tour d'Italie 1913.

Maino est une équipe cycliste italienne qui a existé de 1912 à 1936. Elle portait le nom de son sponsor, le fabricant de cycles et de motos Maino (it). Ses coureurs ont remporté quatre Tours d'Italie : Carlo Oriani en 1913, Costante Girardengo en 1923, Learco Guerra en 1934 et Vasco Bergamaschi en 1935.